# The Dove Shack
The Dove Shack ist eine US-amerikanische Hip-Hop-Gruppe der Stilrichtungen Westcoast-Hip-Hop und G-Funk, die außerdem Elemente des Contemporary R&B in ihre Musik einfließen lässt. Die Mitglieder sind bzw. waren Bo-Roc, C-Knight (†) und 2 Scoops.

## Karriere
The Dove Shack hatten ihren Einstieg ins professionelle Musikgeschäft auf Warren Gs Album „Regulate... G Funk Era“ mit dem nach ihnen benannten Lied „This Is the Shack“. Es war eines der zwei Titel dieses Langspielers, auf dem Warren G selbst nicht vortrug.
Die Gruppe erhielt daraufhin über das Imprint „Rush Associated Labels“ einen Plattenvertrag bei Def Jam Recordings, die bereits „Regulate... G Funk Era“ veröffentlicht hatten. Hierüber erschien dann im August 1995 – zeitgleich mit „Conversation“ von den Twinz, einem anderen Def-Jam-Projekt, das seinen Ursprung auf „Regulate... G Funk Era“ hat – das Debütalbum von The Dove Shack, auf dem sich auch das Stück „This Is the Shack“ befand und nach diesem benannt wurde.
Als erste Single wurde jedoch „Summertime in the LBC“ ausgewählt, ein Lied das ebenfalls auf dem Soundtrack zum Hip-Hop-Dokumentarfilm „The Show“ enthalten war. Der Titel konnte sich 20 Wochen in den Billboard Hot 100 halten, erreichte dabei die Spitzenposition 54 und trug so dazu bei, dass der Soundtrack von der RIAA mit einer Platin-Schallplatte für eine Million Verkäufe ausgezeichnet wurde. Auf das eigene Album übertrug sich der Erfolg jedoch nicht in diesem Maße, es gelangte nur auf Platz 68 der Billboard 200 und verließ diese Verkaufsliste bereits nach 8 Wochen wieder. Die zweite Single des Langspielers, „We Funk“, wurde nur noch in den Spartencharts „Hot Rap Singles“ des Billboard-Magazins auf Rang 44 geführt.
Anschließend folgte 1998 mit „Low Low“ noch ein Beitrag zum Soundtrack des Films Fakin’ Da Funk, bevor für mehrere Jahre keine neue Musik von The Dove Shack erschien.
2002 und 2003 traten The Dove Shack dann wieder in Erscheinung, als sie auf den weitgehend unbeachteten Alben von Riccy Boy und Doc. Ce gefeaturet wurden. 2006 brachten sie schließlich über Pony Canyon Records einen zweiten Langspieler heraus. „Reality Has Got Me Tied Up“ erreichte jedoch keine kommerzielle Bedeutung mehr, genau wie die independent veröffentlichten Solowerke der einzelnen Mitglieder: „Knight Time“ von C-Knight von 2001, „It’s About Time“ von 2 Scoop von 2010 und „My Music My Soul - Tha Album“ von 2010 von Bo Roc.
C-Knight starb im November 2023 im Alter von 52 Jahren an den Folgen eines Schlaganfalls.

## Diskografie
Alben
- 1995: This Is the Shack
- 2006: Reality Has Got Me Tied Up

Singles
- 1995: Summertime in the LBC
- 1995: We Funk